# Venustiano Carranza (gemeente)
Venustiano Carranza een van de zestien gemeentes van Mexico-Stad. Venustiano Carranza heeft 462.089 inwoners (2000).
Benito Juárez International Airport, de luchthaven van Mexico-Stad, bevindt zich in Venustiano Carranza. De gemeente is genoemd naar Venustiano Carranza, de eerste president van Mexico onder de grondwet van 1917.